# 鲁道夫·维尔茨
鲁道夫·维尔茨（德語：Rudolf Wirz，1918年1月28日—？），瑞士男子手球运动员，所属俱乐部是ATV巴塞尔。他曾代表瑞士参加1936年夏季奥林匹克运动会手球比赛，获得一枚铜牌。